# Jennie Snyder Urman
Jennie Snyder Urman est une productrice de télévision et scénariste américaine née le 6 juin 1975 à Rye dans l'État de New York.

## Filmographie

### Productrice
- 2006–2007 : Gilmore Girls : 22 épisodes
- 2007–2008 : Men in Trees : Leçons de séduction : 14 épisodes
- 2008–2009 : Lipstick Jungle : Les Reines de Manhattan : 11 épisodes
- 2009–2011 : 90210 Beverly Hills : Nouvelle Génération : 35 épisodes
- 2011 : Danni Lowinski
- 2012–2013 : Dr Emily Owens : 12 épisodes
- 2013–2014 : Reign : Le Destin d'une reine : 15 épisodes
- 2014 : Sober Companion
- 2014–2019 : Jane the Virgin : 110 épisodes
- 2018 : Charmed : 7 épisodes
- 2019 : Jane the Novela
- 2019 : Broke : 1 épisode
- 2019–2022 : Miss Farah (الآنسة فرح) : 110 épisodes
- 2022 : Farah the Novela

### Scénariste
- 2003–2005 : La Star de la famille : 10 épisodes
- 2006–2007 : Gilmore Girls : 4 épisodes
- 2008 : Men in Trees : Leçons de séduction : 2 épisodes
- 2008 : Lipstick Jungle : Les Reines de Manhattan : 3 épisodes
- 2009–2010 : 90210 Beverly Hills : Nouvelle Génération : 15 épisodes
- 2011 : Duo à trois
- 2011 : Danni Lowinski
- 2012–2013 : Dr Emily Owens : 13 épisodes
- 2013 : Reign : Le Destin d'une reine : 1 épisode
- 2014 : Sober Companion
- 2014-2019 : Jane the Virgin : 100 épisodes
- 2018–2019 : Charmed : 22 épisodes
- 2019–2022 : Miss Farah (الآنسة فرح) : 110 épisodes